# Katharina Otto-Dorn
Katharina Otto-Dorn, geborene (Käthe) Dorn (* 5. März 1908 in Wiesbaden; † 4. April 1999 in Heidelberg) war eine deutsche Kunsthistorikerin mit Schwerpunkt Islamische Kunst.

## Leben
Katharina Otto-Dorn studierte an der Universität Wien an der Lehrkanzel des Kunsthistorikers Josef Strzygowski (1862–1941), bei dem sie 1934 mit der Dissertation "Das sasanidische Silber und seine Sinnbilder" promoviert wurde. Während sie durch Strzygowski ideengeschichtlich geprägt wurde, erlernte sie das praktische Handwerk als wissenschaftliche Volontärin (freiwillige wissenschaftliche Hilfsarbeiterin) an der Islamischen Abteilung der Berliner Museen unter Ernst Kühnel (1882–1964).
Von 1935 bis 1944 lebte sie mit Unterbrechungen in Istanbul, wo sie in unterschiedlichen Positionen am Deutschen Archäologischen Institut, zuletzt als Referentin, arbeitete. Während dieser Zeit forschte sie unter anderem in und über İznik. 1944 musste sie wie alle deutschen Staatsangehörigen das Land verlassen und kehrte nach Deutschland zurück. 1948 habilitierte sie sich an der Universität Heidelberg, an der sie Islamische Kunstgeschichte unterrichtete. 1952 nahm Otto-Dorn an der ersten Kampagne der Ausgrabungen in Resafa in Syrien teil, deren Leiter Alfons Maria Schneider jedoch auf der Fahrt nach Aleppo im Zug verstarb. Während Johannes Kollwitz die christlichen Kirchen innerhalb der Stadt untersuchte, legte sie eine frühislamische Residenz extra muros frei.
1954 erhielt Otto-Dorn den ersten Lehrstuhl für Islamische Kunst und Archäologie an der Universität Ankara (Fakultät für Sprache, Geschichte und Geographie = Dil, Tarih ve Cografya Fakültesi), den sie bis 1967 innehatte. Während dieser Zeit führte sie 1965 und 1966 Ausgrabungen in Kubadabad am Westufer des Beyşehir-Sees durch. Der hier freigelegte Sommerpalast des rum-seldschukischen Sultans Ala ad-Din Kaikubad (reg. 1219–1237) ist vor allem bekannt geworden durch seine reichhaltige, figürliche Fliesenausstattung. Von 1967 bis zu ihrer Emeritierung 1978 unterrichtete sie als Professorin Islamische Kunst an der University of California, Los Angeles (UCLA).
Ende der 1980er Jahre kehrte sie nach Heidelberg zurück, wo sie 1999 verstarb.

## Schriften
- Östlicher Einfluß auf eine Gruppe iranischer Silberschalen. In: Ostasiatische Zeitschrift. N.F. 13, 1937, 82–91.
- Sinan. In: Hans Vollmer (Hrsg.): Allgemeines Lexikon der Bildenden Künstler von der Antike bis zur Gegenwart. Begründet von Ulrich Thieme und Felix Becker. Band 31: Siemering–Stephens. E. A. Seemann, Leipzig 1937, S. 83–85 (biblos.pk.edu.pl).
- Die islamischen Bauinschriften von Kahta. In: Friedrich Karl Doerner, Rudolf Naumann: Forschungen in Kommagene (= Istanbuler Forschungen. 10). Berlin 1939, 97–101.
- Das islamische Isnik. Mit einem quellenkundlichen Beitrag von Robert Anhegger (= Istanbuler Forschungen. 13). Berlin 1941.
- Die Isa Bey Moschee in Ephesus. In: Kleinasien und Byzanz. Gesammelte Aufsätze (= Istanbuler Forschungen. 17). Berlin 1950, S. 115–131.
- Die ornamentale osmanische Wandmalerei. In: Kunst des Orients. 1, 1950, S. 45–54.
- Figurendarstellung im Islam. In: Archäologischer Anzeiger. 1950–1851, Sp. 342–348.
- Islamische Denkmäler Kilikiens. In: Jahrbuch für kleinasiatische Forschung. 11/2, 1952, S.  113–126.
- Frühchristliche Einflüsse im Omayyadischen. In: Kunstchronik. 6, 1953, S. 252–254.
- Religiöse Kunst des Islam. In: Religion in Geschichte und Gegenwart. 3, 1954, Sp. 158–161.
- Moschee. In: Religion in Geschichte und Gegenwart. 3, 1954, Sp. 1145–1150.
- Bericht über die Grabung im islamischen Rusafa. In: Archäologischer Anzeiger. 1954, S. 138–159.
- Bericht über die Grabung im islamischen Rusafa. In: Annales Archéologiques de Syrie. 4–5, 1954–55, S. 45–58.
- Eine seldschukische Silberschale – Bir Selçuk Gümüs Kasesi. In: Vakiflar Dergisi. 3, 1956, 85–91.
- Der Mihrab der Arslan Hane Moschee in Ankara. In: Anatolia. 1, 1956, S. 71–75.
- Türkische Keramik. Ankara 1957.
- Grabung im umayyadischen Rusafah. In: Ars Orientalis. 2, 1957, S. 119–133.
- Seldschukische Holzsäulenmoscheen in Kleinasien. In: Aus der Welt der Islamischen Kunst. Festschrift für Ernst Kühnel zum 75. Geburtstag. Berlin 1957, S. 59–88.
- Türkische Grabsteine mit Figurenreliefs aus Kleinasien. In: Ars Orientalis. 3, 1959, S. 63–76.
- Türkisch-Islamisches Bildgut in den Figurenreliefs von Achthamar. In: Anatolia. 6, 1961/62, S. 1–69.
- Der seldschukische Moscheebau in Anatolien. In: Zeitschrift für Kulturaustausch. 12, Nr. 2–3, 1962, S. 158–163.
- mit Theresa Goell: Keramikfunde aus dem Mittelalter und der frühosmanischen Zeit. In: Arsameia am Nymphaios. Die Ausgrabungen im Hierothesion des Mithridates Kallinikos von 1953–1956. Berlin 1963, S. 246–274.
- Darstellungen des Turco-Chinesischen Tierzyklus in der islamischen Kunst. In: In Memoriam Ernst Diez. Beiträge zur Kunstgeschichte Asiens. Istanbul 1963, S. 131–165.
- Kunst des Islam. Holle, Baden-Baden 1964. Übersetzungen ins Italienische (1964), Spanische (1965), Französische (1967; 1983), und ins Serbokroatische (1976). Revidierte Paperback-Ausgabe Baden-Baden 1979, 2. Auflage 1980.
- Die Seldschuken in Anatolien. In: Türkische Kunst (Ausstellung 8. Mai–23. Juni 1965 Darmstadt, Mathildenhöhe), S. 20–26.
- Türkische Kunst in Kleinasien. In: Baedecker’s Autoreiseführer. Stuttgart 1966, S. 58–66.
- mit Mehmet Önder: Bericht über die Grabung in Kobadabad 1965. In: Archäologischer Anzeiger. 1966, S. 170–183.
- mit Mehmet Önder: Kubad-abad kazilari 1965 yili ön raporu [Preliminary Report on the Kubadabad Excavations in the Year 1965]. In: Türk Arkeoloji Dergisi. 14, Nr. 1–2, 1965 (1967), S. 237–243.
- Die Ulu Dschami in Sivrihisar. In: Anadolu (Anatolia). 9, 1965 (1967), S. 160–169.
- Bericht über die Grabung in Kobadabad 1966. In: Archäologischer Anzeiger. 1969, S. 438–506.
- Die menschliche Figurendarstellung auf den Fliesen von Kobadabad. In: Oktay Aslanapa, Rudolf Naumann (Hrsg.): Forschungen zur Kunst Asiens. In Memoriam Kurt Erdmann. Istanbul 1969, S. 111–139.
- Nachleben byzantinischer Traditionen in der Moschee Murads II. in Edirne. In: Aspects of the Balkans, Contributions to the International Balkan conference, October 1969. 1972, S. 82–91.
- Nachleben byzantinischer Traditionen in der Moschee Murads II. in Edirne. In:  Henrik Birnbaum, Speros  Vryonis, Jr. (Hrsg.): Aspects of´the Balkans, continuity and change. Contributions to the International Balkan Conference held at UCLA, October 23–28, 1969. The Hague / Paris 1972, S. 198–210.
- The Art of Ceramics. In: Pratapaditya Pal (Hrsg.): Islamic Art. The Nasli M. Heeramaneck Collection. Los Angeles County Museum of Art, Los Angeles 1973, S. 14–69.
- Die Landschaftsdarstellung in der seldschukischen Malerei. In: Festschrift für Hans Robert Roemer (= Beiruter Texte und Studien. 22). 1979, S. 503–522.
- Figural Stone Reliefs on Seljuk Sacred Architecture in Anatolia. In: Kunst des Orients. 12, 1978/79, S. 103–149.
- The Ambivalent Character of the Seljuk Tomb Tower. In: I. International Congress on the History of Turkish-Islamic Science and Technology, 14.–18. September 1981. Istanbul 1981, S. 33–55.
- Das seldschukische Thronbild. In: Persica. 10, 1982, S. 149–194.
- Das Thronbild auf den spanisch-omayyadischen Elfenbeinkästen. In: Akten des XXV. Internationalen Kongresses für Kunstgeschichte, Wien 4.–10. September 1983. Band 9, Wien 1985, S. 101–104.
- Das frühabbasidische Thronbild. In: Klaus Kreiser, Hans Georg Majer, Marcell Restle, Johanna Zick-Nissen (Hrsg.): Ars Turcica. Akten des VI. Internationalen Kongresses für Türkische Kunst. München 1979. München 1987, Band 2, S. 611–623.
- Eine ungewöhnliche Darstellung der heiligen Stätten des Islam. In: Türkische Miszellen – Robert Anhegger Festschrift (= Varia Turcica. 9). Istanbul 1987, S. 299–316.
- Das islamische Herrscherbild im frühen Mittelalter (8.–11. Jahrhundert). In: M. Kraatz, Jürg Meyer zur Capellen, D. Seckel (Hrsg.): Das Bildnis in der Kunst des Orients Stuttgart 1990, S. 61–71.
- The Griffin-Sphinx Ensemble. In: Robert Hillenbrand (Hrsg.): The Art or the Saljuqs in Iran and Anatolia (= Islamic Art and Architecture Series. 4). Cosa Mesa 1994, S. 303–310.
- Saljuq-Byzantine Relations. In: Uluslararasi Osmanli Öncesi Türk Kültürü Kongresi Bildirileri, Ankara. 4–7 Eylül 1989. Ankara 1997, S. 183–190.
- Das Drachenrelief vom Talismantor in Baghdad. In: Light on the Top of the Black Hill. Studies presented to Halet Çambel. Istanbul 1997, S. 532–542